# سارا گارسیا
سارا گارسیا (انگلیسی: Sara García؛ ۸ سپتامبر ۱۸۹۵ – ۲۱ نوامبر ۱۹۸۰) یک هنرپیشه اهل مکزیک بود.
از فیلم‌ها یا برنامه‌های تلویزیونی که وی در آن نقش داشته است می‌توان به رستاخیز اشاره کرد.